# Kallirachi
Das Bergdorf Kallirachi (griechisch Καλληράχη (f. sg.)) liegt an der Westküste der Insel Thasos in 145 bis 220 m ü. dem Meer, am Westhang des Berges Metamorfosis. Gemeinsam mit dem 2,5 km westlich gelegenen Küstenort Skala Kallirachis (Σκάλα Καλλιράχης) bildet es den gleichnamigen Stadtbezirk.
Auf einer Anhöhe über dem Dorf befindet sich nach einer Überlieferung das Grab des auf die Insel verbannten Häretikers Sabellius.
Das Dorf bestand Anfang des 16. Jahrhunderts in Zeiten der Piratenüberfälle unter dem Namen Kakirachi (Κακηράχη) als Zufluchtsort im steilen Gipfelbereich des Berges Metamorphosis und wurde nach Plünderung und Zerstörung an heutiger Stelle neu gegründet.
Der heutige Ort liegt im Zentrum eines ehemaligen Bergbau- und Verhüttungsreviers, das von der Antike bis in das byzantinische Zeitalter für die Gewinnung von Blei, Silber und Kupfer auf der Insel Thasos von großer Bedeutung war. Vermutlich wurde am Metamorphosis auch Gold in geringen Mengen gewonnen.
Die Bevölkerung lebt heute vom Tourismus und der Landwirtschaft, insbesondere von den ausgedehnten Olivenbaumbeständen.

## Einzelnachweise

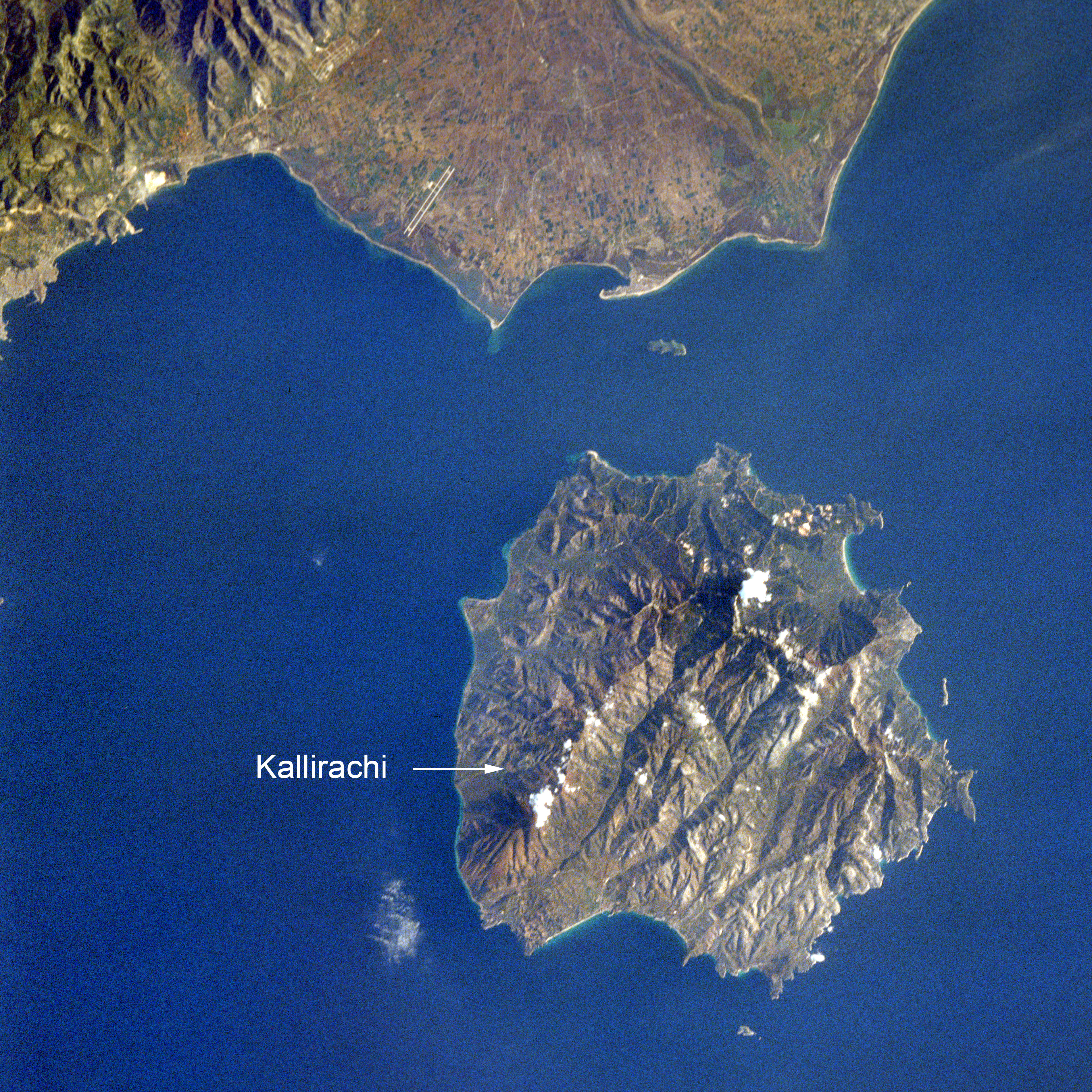
Lage Kallirachis auf Thasos